# Resolución 1510 del Consejo de Seguridad de las Naciones Unidas
La resolución 1510 del Consejo de Seguridad de las Naciones Unidas, adoptada por unanimidad el 13 de octubre de 2003, tras reafirmar todas las resoluciones sobre la situación en Afganistán, en particular las resoluciones 1386 (2001), 1413 (2002) y 1444 (2002), y las resoluciones 1368 (2001) y 1373 (2001) sobre el terrorismo, prorrogó la autorización de la Fuerza Internacional de Asistencia para la Seguridad (ISAF) por un período de un año y amplió sus operaciones fuera de la capital, Kabul, a otras zonas. 
La adopción de la Resolución 1510 fue bien recibida por el gobierno afgano, que había exigido durante mucho tiempo que se ampliara la ISAF para reafirmar el control gubernamental sobre el país. 

## Resolución
El Consejo de Seguridad reconoció que la responsabilidad de garantizar la seguridad, el orden público y la seguridad en todo el Afganistán recaía en los propios afganos. Recordó el Acuerdo de Bonn y su disposición sobre la expansión progresiva de la ISAF a otras zonas más allá de Kabul.  El Consejo también destacó la importancia de la ampliación de la autoridad del gobierno central, la reforma del sector de seguridad y el desarme, la desmovilización y la reintegración integrales de todas las fuerzas armadas.  Existía la preocupación de que el Acuerdo de Bonn no pudiera implementarse plenamente debido a la situación de seguridad en algunas partes del país.
Al determinar que la situación constituía una amenaza para la paz y la seguridad internacionales, el preámbulo de la resolución registró una carta del Ministro de Asuntos Exteriores afgano solicitando asistencia de la ISAF fuera de la capital y de la OTAN solicitando una expansión de la fuerza.
Actuando en virtud del Capítulo VII de la Carta de las Naciones Unidas, el Consejo amplió el mandato de la ISAF para apoyar a la Administración de Transición Afgana y a sus sucesores a fin de proporcionar un entorno seguro. Se pidió a la ISAF que trabajara con la Administración de Transición y sus sucesores, el Representante Especial del Secretario General y la Operación Libertad Duradera . 
Al mismo tiempo, el mandato de la ISAF, que debía expirar el 20 de diciembre de 2003, se prorrogó doce meses más. Se autorizó a los Estados participantes en la fuerza a utilizar todas las medidas necesarias para cumplir el mandato. Por último, se solicitó a los dirigentes de la ISAF que presentaran informes trimestrales sobre la implementación de su mandato.